# 千葉都市モノレール2号線
2号線（にごうせん）は、千葉県千葉市中央区の千葉駅から同市若葉区の千城台駅までを結ぶ千葉都市モノレールのモノレール路線である。

## 路線概要

### 路線データ
- 路線距離（営業キロ）：12.0 km [1][2]
- 方式：懸垂式モノレール（三菱サフェージュ式）
- 駅数：13駅（起終点駅含む）[2]
- 複線区間：全線[1]
- 電気方式：直流1500 V[3][1]
- 閉塞方式：車内信号閉塞式
- 信号保安装置：CS-ATC
- 最高速度：65 km/h[5]

### 千葉 - 穴川間
千葉駅で1号線と分岐して交差した後、千葉駅 - 千葉公園駅の間はJRの線路の上を跨ぐため、トラス橋が設置されている。
千葉公園駅 - 穴川駅手前までは国道126号上に走行軌道が設置され、JR総武線とは500 - 800mほどの距離を置きながら並走する形態となる。密集した市街地の中を走行し、沿線には千葉JPFドームがある千葉公園や、千葉大学・千葉経済大学・敬愛大学などの教育施設が密集する文教地区がある。しかしながら文教地区の各大学はJR総武線西千葉駅・稲毛駅からの利用が主体となっており、これらの施設へ向かうモノレール利用者は多くない。
天台駅や作草部駅では、沿線の住宅から千葉駅、千葉みなと駅へ向かう最短経路であるため、通勤・通学や買い物等の目的で、市中心部や、総武線・京葉線に乗り換え東京方面へ向かう利用者は多い。

### 穴川 - 都賀間
田畑が点在する宅地エリアで、広々とした土地空間を利用した千葉県総合スポーツセンターや千葉市動物公園などの公共施設が点在し、それらの施設名称を駅名に冠する。スポーツセンター駅の利用者は、スポーツセンターで大会がある際等に増え、著しい混雑となることがある。
また主に穴川駅から、稲毛駅へ路線バスが通っており、東京方面のアクセスにおいてはバスが有利である。

### 都賀 - 千城台間
千葉都市モノレールの路線の中で、利用率が高いエリアである。千葉中心部・東京都心部へ向かう際は、都賀駅でJR総武本線に乗り換えるのが主体となっている。沿線は新興住宅地が密集しているほか、東京情報大学のキャンパス（千城台駅からバス利用）があり、モノレール利用者獲得に恩恵をもたらしている。

## 運行形態
2022年現在、深夜の千葉行き1本を除く千葉方面への全ての列車が1号線の千葉みなと駅まで直通し、千葉みなと - 千葉 - 千城台間の運行である。日中は毎時5本（12分間隔）の運転で、朝や夜間には車両基地所在駅である動物公園駅始発・終着の列車も設定されている。

## 車両
- 1000形 : 1988年の開業時より
- 0形 : 2012年7月8日運行開始[6]

## 歴史
- 1988年（昭和63年）3月28日：スポーツセンター駅 - 千城台駅間開業[1]。当初はスポーツセンター駅 - 動物公園駅間を単線で運行していた[7]。
- 1991年（平成3年）6月12日：千葉駅（ただし、千葉公園方向に約100m寄りの仮駅[8]） - スポーツセンター駅間開業[1][8]。全線複線化。
- 1995年（平成7年）8月1日：1号線の千葉みなと駅 - 千葉駅間開業[1]と同時に、千葉駅を現在の駅舎へ移転。1号線千葉みなと駅 - 千葉駅間と直通運転開始。
- 1999年（平成11年）3月24日：1号線の千葉駅 - 県庁前駅間開業、1号線と系統分離。同時に、全線で1割程度の所要時間短縮や全駅への自動精算機設置、千葉駅中央口への継続定期券自動発行機設置も行われた。
- 2002年（平成14年）12月1日：1号線との直通運転再開[9]。2号線で日中の運転間隔を10分から12分に広げる。
- 2007年（平成19年）3月19日：朝の通勤時間帯に存在した、4両編成で運転される定期列車が全廃。
- 2019年（平成31年・令和元年）
  - 2月20日：駅ナンバリングの導入を発表。
  - 8月31日：千葉駅に当線初のホーム柵（固定柵）を設置[10]。

## 駅一覧
全駅千葉県千葉市に所在。
駅員
○：終日配置。
×：終日無配置。
| 駅番号 | 駅名                  | 駅間キロ (km) | 累計キロ (km) | 千葉みなと駅から (km) | 駅員 | 接続路線 | 所在地 |
| ------ | --------------------- | ------------- | ------------- | --------------------- | ---- | --- | ------ |
| CM03   | 千葉駅                | -             | 0.0           | 1.5                   | ○    | 千葉都市モノレール： 1号線（千葉みなと駅まで直通運転） 東日本旅客鉄道： 総武線（快速）(JO 28)・ 総武線（各駅停車）(JB 39)・■ 総武本線・■ 成田線・■内房線・■ 外房線 京成電鉄： 千葉線（京成千葉駅: KS59） | 中央区 |
| CM04   | 千葉公園駅            | 1.1           | 1.1           | 2.6                   | ×    | | 中央区 |
| CM05   | 作草部駅              | 0.7           | 1.8           | 3.3                   | ×    | | 稲毛区 |
| CM06   | 天台駅                | 0.7           | 2.5           | 4.0                   | ×    | | 稲毛区 |
| CM07   | 穴川駅                | 0.9           | 3.4           | 4.9                   | ×    | | 稲毛区 |
| CM08   | スポーツセンター駅    | 0.6           | 4.0           | 5.5                   | ×    | | 稲毛区 |
| CM09   | 動物公園駅            | 1.2           | 5.2           | 6.7                   | ×    | | 若葉区 |
| CM10   | みつわ台駅            | 1.0           | 6.2           | 7.7                   | ×    | | 若葉区 |
| CM11   | 都賀駅                | 1.5           | 7.7           | 9.2                   | ○    | 東日本旅客鉄道：■ 総武本線（成田線）(JO 30) | 若葉区 |
| CM12   | 桜木駅 （加曽利貝塚） | 1.3           | 9.0           | 10.5                  | ×    | | 若葉区 |
| CM13   | 小倉台駅              | 1.2           | 10.2          | 11.7                  | ×    | | 若葉区 |
| CM14   | 千城台北駅            | 1.0           | 11.2          | 12.7                  | ×    | | 若葉区 |
| CM15   | 千城台駅              | 0.8           | 12.0          | 13.5                  | ○    | | 若葉区 |

## 延伸構想
穴川駅からJR稲毛駅・稲毛海岸駅方面への延伸が検討されていたが、2019年（令和元年）9月4日に、千葉市はこの区間についてモノレール導入は行わないことを決定したと発表した。